# Samsung Galaxy A8 (2018)
Il Samsung Galaxy A8 (2018) è uno smartphone Android di fascia media/medio-alta prodotto da Samsung Electronics. Fa parte della serie Samsung Galaxy A.

## Caratteristiche generali

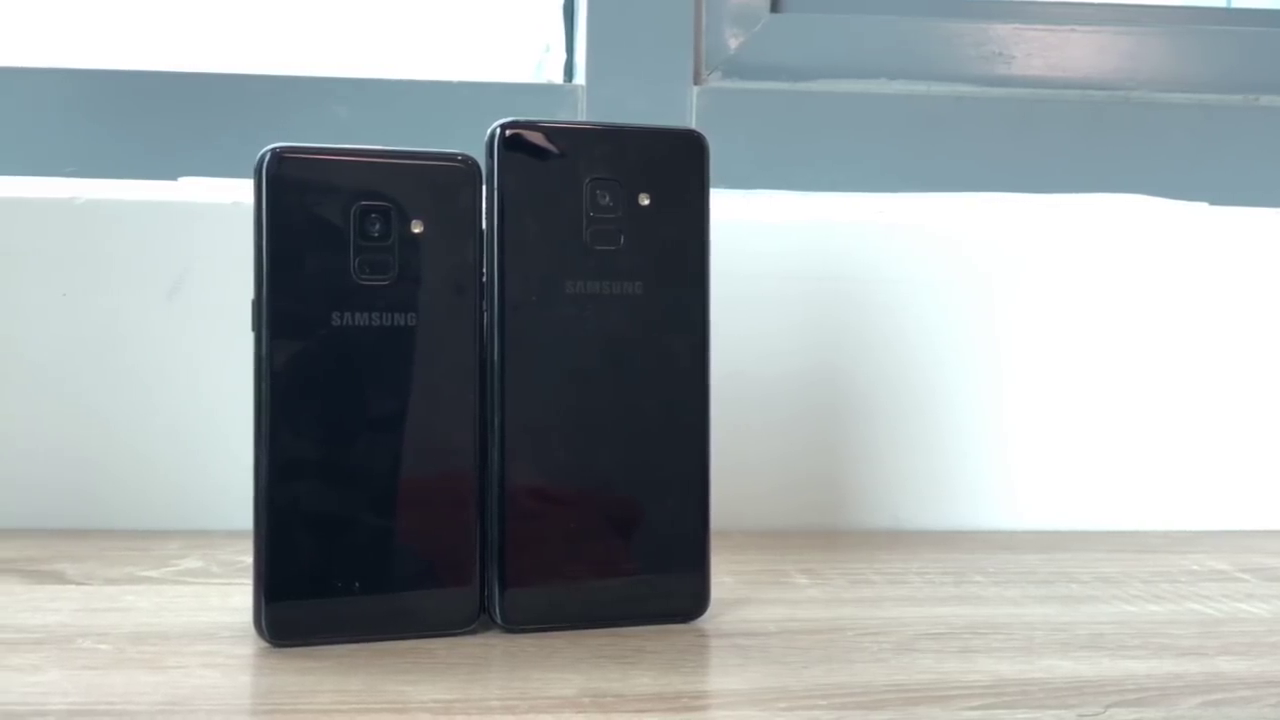
Samsung Galaxy A8 e A8+ visti da dietro

### Hardware

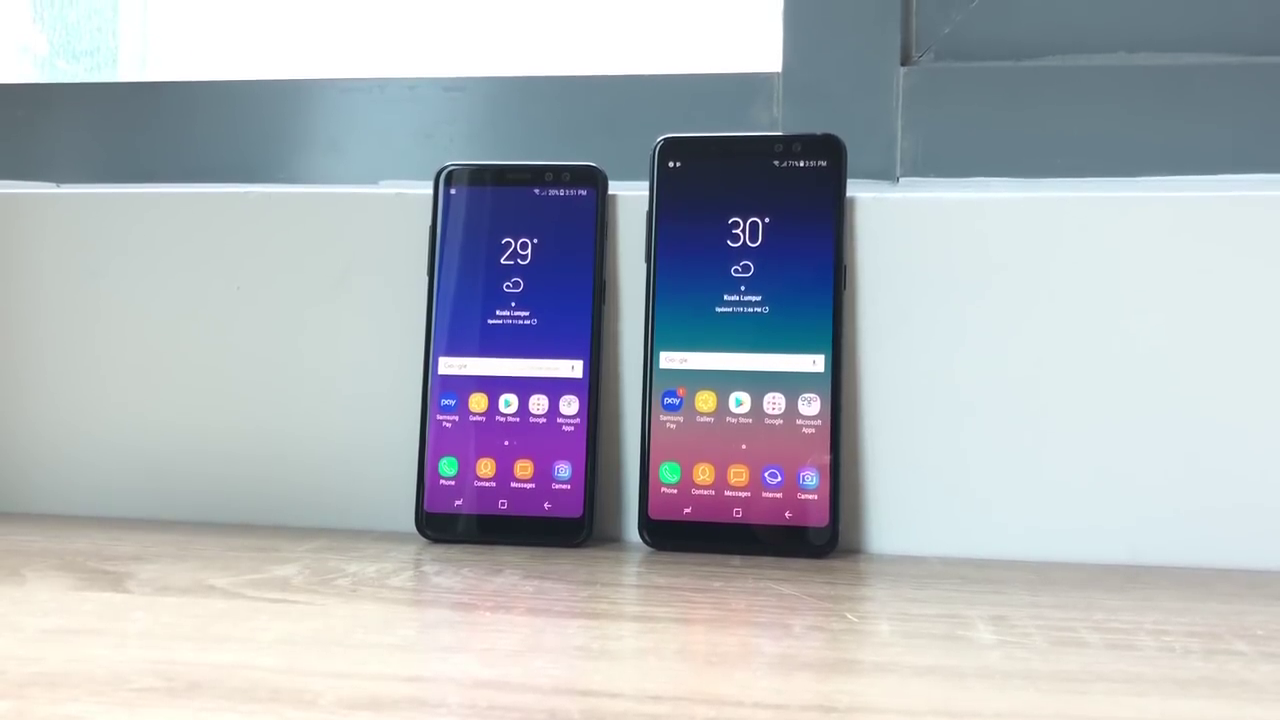
Samsung Galaxy A8 e A8+

È costruito con schermo e retro in vetro (entrambi protetti di Gorilla Glass) e alluminio ed è dotato di un display da 5.6 pollici FHD+ con tecnologia Super AMOLED, una memoria RAM LPDDR4 da 4 GB e una ROM da 32/64 GB eMMC 5.1, espandibile tramite microSD. Il processore è un octa-core Samsung Exynos 7885 costituito da 6 core ARM Cortex-A53 da 1,59 GHz e 2 core ad alte prestazioni ARM Cortex-A73 da 2,2 GHz, costruito con processo produttivo a 14 nm FinFET ed accompagnato da una GPU Mali-G71. La fotocamera posteriore è singola e da 16 MP con apertura f/1.7 priva di stabilizzatore ottico, quella anteriore è doppia, con un sensore da 16 MP ed uno da 8 MP con apertura f/1.9. Presenta una batteria da 3000 mAh ed è certificato IP68, essendo così protetto da polvere ed infiltrazioni d'acqua (può essere immerso fino a 1,5 metri di profondità per un massimo di 30 minuti).

### Software
Equipaggiato originariamente con Android 7.1.1 Nougat e Samsung Experience 8.5, è stato aggiornato ad Android 8.0 Oreo con Samsung Experience 9.0 e successivamente ad Android 9 Pie con One UI 1.1.

## Commercializzazione
Il dispositivo è stato presentato il 19 dicembre 2017. Le vendite sono iniziate il 25 gennaio 2018.

### Versioni
Il dispositivo è stato commercializzato in diverse versioni in base al mercato, i cui codici sono: SM-A530F, SM-A530K, SM-A530L, SM-A530S, SM-A530N, SM-A530W. Inoltre, è stato commercializzato in versioni dual SIM ("Duos"), caratterizzate dall'aggiunta di "/DS" alla fine del codice del modello.

## Varianti

### Galaxy A8+
Il Samsung Galaxy A8+ (2018) (codice del modello: SM-A730F) differisce dal Galaxy A8 per schermo (6") e batteria (3500 mAh) maggiorate. Inoltre, è presente anche in un taglio con 6 GB di RAM.

### Galaxy A8 Star
Il Samsung Galaxy A8 Star, venduto in Cina come A9 Star, differisce dall'A8 principalmente per schermo (6,3") e batteria (3700 mAh) maggiorate, nonché per il differente comparto fotografico (fotocamera posteriore doppia da 24+16 megapixel, anteriore da 24 megapixel) e per il chipset (Snapdragon 660).

### Galaxy A8s
Il Samsung Galaxy A8s è invece il "successore" dei Galaxy A8 e A8+, presentato il 10 dicembre 2018 e messo in vendita a fine 2018. I miglioramenti principali sono nel reparto fotografico (tripla fotocamera posteriore con sensore principale da 24 MP, secondario da 10 MP con zoom ottico 2x e sensore di profondità da 5 MP, fotocamera anteriore singola da 24 MP) e nei tagli di memoria (6/8 GB di RAM e 128 GB di memoria interna). Inoltre, lo schermo (6,4") e la batteria (3400 mAh) sono maggiorate, i bordi anteriori sono significativamente ridotti e il chipset è uno Snapdragon 710, di fascia medio-alta.
In Corea del Sud il dispositivo è stato commercializzato come Samsung Galaxy A9 Pro (2019).